# Campionati italiani di triathlon sprint del 2021
I Campionati Italiani di Triathlon Sprint del 2021 sono stati organizzati da Flipper Triathlon in collaborazione con la Federazione Italiana Triathlon e si sono tenuti a Cervia in Emilia-Romagna, in data 2 ottobre 2021
Tra gli uomini ha vinto per la prima volta Michele Sarzilla (DDS), mentre la gara femminile è andata per la prima volta ad Alice Betto (Gruppo Sportivo Fiamme Oro).

## Risultati

### Élite uomini
| Pos. | Atleta                | Società sportiva      | Nuoto   | Bici    | Corsa   | Totale  |
| ---- | --------------------- | --------------------- | ------- | ------- | ------- | ------- |
|      | Michele Sarzilla      | DDS                   | 0.09.51 | 0.23.52 | 0.15.09 | 0.51.31 |
|      | Gianluca Pozzatti     | 707                   | 0.09.51 | 0.23.53 | 0.15.15 | 0.51.39 |
|      | Alessio Crociani      | Fiamme Azzurre        | 0.09.35 | 0.24.07 | 0.15.23 | 0.51.44 |
| 4    | Delian Dimko Stateff  | Fiamme Azzurre        | 0.09.55 | 0.23.51 | 0.15.36 | 0.51.57 |
| 5    | Nicola Azzano         | Carabinieri           | 0.09.55 | 0.23.52 | 0.15.44 | 0.52.07 |
| 6    | Alessandro De Angelis | Minerva Roma          | 0.09.55 | 0.23.49 | 0.15.54 | 0.52.17 |
| 7    | Nicolo' Strada        | Raschiani Triathlon   | 0.09.51 | 0.23.50 | 0.16.01 | 0.52.23 |
| 8    | Gregory Barnaby       | 707                   | 0.10.10 | 0.24.23 | 0.15.24 | 0.52.47 |
| 9    | Sergiy Polikarpenko   | Aquatica Torino S.d.  | 0.10.03 | 0.24.36 | 0.15.23 | 0.52.50 |
| 10   | Michele Bortolamedi   | K3 Cremona            | 0.09.51 | 0.23.50 | 0.16.21 | 0.52.51 |
| 11   | Samuele Angelini      | Fiamme Oro            | 0.10.04 | 0.24.38 | 0.15.21 | 0.52.53 |
| 12   | Franco Pesavento      | Thermae Sport Pdntri  | 0.10.09 | 0.24.26 | 0.15.48 | 0.53.06 |
| 13   | Davide Uccellari      | Fiamme Azzurre        | 0.10.11 | 0.24.23 | 0.15.55 | 0.53.20 |
| 14   | Federico Pagotto      | CUS Pro Patria Milano | 0.10.22 | 0.24.14 | 0.15.57 | 0.53.26 |
| 15   | Matthias Steinwandter | Carabinieri           | 0.10.23 | 0.24.14 | 0.16.04 | 0.53.31 |
| 16   | Giulio Pugliese       | Torrino-roma Triathl  | 0.10.19 | 0.24.19 | 0.16.06 | 0.53.35 |
| 17   | Davide Ingrilli'      | Raschiani Triathlon   | 0.10.00 | 0.24.41 | 0.16.18 | 0.53.42 |
| 18   | Stefano Micotti       | DDS                   | 0.10.28 | 0.24.07 | 0.16.16 | 0.53.46 |
| 19   | Dario Chitti          | CUS Parma             | 0.10.12 | 0.24.24 | 0.16.26 | 0.53.51 |
| 20   | Luca Bruni            | K3 Cremona            | 0.10.12 | 0.25.00 | 0.16.21 | 0.53.54 |

### Élite donne
| Pos. | Atleta                   | Società sportiva      | Nuoto   | Bici    | Corsa   | Totale  |
| ---- | ------------------------ | --------------------- | ------- | ------- | ------- | ------- |
|      | Alice Betto              | Fiamme Oro            | 0.10.15 | 0.27.11 | 0.16.54 | 0.57.31 |
|      | Maria Carlotta Missaglia | Valdigne Triathlon    | 0.10.24 | 0.27.06 | 0.16.58 | 0.57.34 |
|      | Beatrice Mallozzi        | Fiamme Azzurre        | 0.10.16 | 0.27.12 | 0.17.08 | 0.57.46 |
| 4    | Alessandra Tamburri      | Minerva Roma          | 0.10.15 | 0.27.05 | 0.17.11 | 0.57.51 |
| 5    | Angelica Prestia         | Raschiani Triathlon   | 0.10.16 | 0.27.14 | 0.17.29 | 0.58.06 |
| 6    | Federica Parodi          | T.d. Rimini           | 0.10.26 | 0.27.08 | 0.17.38 | 0.58.15 |
| 7    | Bianca Seregni           | DDS                   | 0.10.16 | 0.27.06 | 0.17.42 | 0.58.26 |
| 8    | Luisa Iogna-prat         | DDS                   | 0.10.16 | 0.27.11 | 0.18.05 | 0.58.45 |
| 9    | Myral Greco              | Minerva Roma          | 0.10.15 | 0.27.12 | 0.18.11 | 0.58.51 |
| 10   | Carlotta Bonacina        | Valdigne Triathlon    | 0.10.16 | 0.27.17 | 0.18.12 | 0.58.52 |
| 11   | Sharon Spimi             | Fiamme Oro            | 0.10.13 | 0.27.11 | 0.18.21 | 0.59.04 |
| 12   | Asia Mercatelli          | Raschiani Triathlon   | 0.10.26 | 0.28.13 | 0.17.53 | 0.59.46 |
| 13   | Costanza Arpinelli       | Fiamme Azzurre        | 0.11.09 | 0.27.47 | 0.17.22 | 0.59.49 |
| 14   | Giorgia Priarone         | 707                   | 0.11.35 | 0.27.21 | 0.17.32 | 0.59.52 |
| 15   | Alessia Orla             | 707                   | 0.10.24 | 0.27.53 | 0.18.32 | 1.00.18 |
| 16   | Maria Elena Petrini      | Fiamme Azzurre        | 0.10.34 | 0.27.52 | 0.18.19 | 1.00.19 |
| 17   | Eleonora Demarchi        | Cuneo1198 Triteam     | 0.11.29 | 0.27.21 | 0.18.20 | 1.00.40 |
| 18   | Sofia Spreafico          | CUS Pro Patria Milano | 0.10.26 | 0.28.00 | 0.18.54 | 1.00.46 |
| 19   | Francesca Crestani       | Cy Laser Tri Schio    | 0.11.24 | 0.27.32 | 0.18.37 | 1.00.52 |
| 20   | Giada Stegani            | Leosport              | 0.10.34 | 0.27.55 | 0.19.00 | 1.00.56 |